# Giuseppe Alberigo

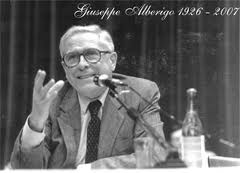
Giuseppe Alberigo

Giuseppe Alberigo (* 21. Januar 1926 in Varese; † 15. Juni 2007 in Bologna) war ein italienischer Jurist und römisch-katholischer Kirchenhistoriker.

## Leben
Giuseppe Alberigo stammte aus relativ einfachen Verhältnissen. 1943 flüchtete er in die Schweiz, um dem Wehrdienst zu entgehen. Nach bestandenem Abitur 1944 schrieb er sich an der Katholischen Universität Mailand ein. 1948 wurde er zum Doktor der Rechtswissenschaft promoviert und arbeitete dann als wissenschaftlicher Mitarbeiter am Centro di documentazione in Bologna. Er forschte zur Rechts- und Kirchengeschichte. 1951 wurde er zum Professor an der Universität Modena berufen. 1954 ging er an die Universität Florenz, wo er bis 1967 wirkte.
Nachdem Alberigo schon 1962 auch Leiter des Istituto per le scienze religiose in Bologna geworden war, erhielt er 1967 einen Ruf auf den Lehrstuhl für Kirchengeschichte der Universität Bologna. Für diese Funktion hatte sich Alberigo durch eine Studie über das Trienter Konzil qualifiziert, die er während eines zweijährigen Forschungsaufenthalts bei Hubert Jedin an der Universität Bonn angefertigt hatte.
Alberigo war lange Zeit Mitglied des Direktionskomitees der theologischen Zeitschrift Concilium.
Giuseppe Alberigo erlag im Juni 2007 einem Schlaganfall, den er im April desselben Jahres erlitten hatte.

## Werk und Wirken
Giuseppe Alberigo wurde weltweit bekannt durch seine Studien zum Zweiten Vatikanischen Konzil, besonders durch die von ihm 1995–2001 herausgegebene fünfbändige Geschichte dieser Kirchenversammlung. Ab dem Jahr 2000 erscheint eine deutsche Übersetzung. Es gibt Übersetzungen in zahlreiche weitere Sprachen.
Alberigo stellte besonders den Aspekt des Bruches heraus, der das Zweite Vatikanum geprägt habe. Es gelte daher, in diesem „Geist des Konzils“ an einer weiteren und fortschreitenden Erneuerung der Kirche zu arbeiten (sog. „Hermeneutik des Bruches“). Dabei stellt er tendenziell diesen „Geist“ über den Wortlaut der Konzilsdokumente. Demgegenüber vertreten Kritiker Alberigos eine Hermeneutik der Kontinuität, die sich darauf beruft, dass das Konzil den historischen Zusammenhang zur Tradition wahren wollte und dass deshalb die weitere Entwicklung der Kirche die gesamte Tradition in die theologische Reflexion einbeziehen müsse. Alberigo verfasste auch mehrere Studien zum Wirken von Papst Johannes XXIII. Er war Verfasser und Herausgeber weiterer zahlreicher Bücher und Aufsätze.

## Wertung
Aufgrund seiner Publikationen erwarb sich Alberigo in manchen Kreisen der Forschung den Ruf eines weltweit führenden Historikers des Zweiten Vatikanischen Konzils. In der jüngsten Auseinandersetzung um die Hermeneutik dieses Konzils äußerten sich aber auch kritische Wertungen der Kirchengeschichtsdeutung Alberigos, besonders durch Walter Brandmüller, den Herausgeber der fast vierzigbändigen Reihe Konziliengeschichte und durch die italienischen Mediävisten Claudio Leonardi und Girolamo Arnaldi.

## Ehrungen
1999 erhielt Alberigo die Ehrendoktorwürde der Katholisch-Theologischen Fakultät der Westfälischen Wilhelms-Universität in Münster. 2002 verlieh ihm die Katholisch-Theologische Fakultät der Julius-Maximilians-Universität Würzburg die Ehrendoktorwürde.

## Schriften
Auswahl von Werken (auch als Josephus Alberigo publiziert), die in deutscher Übersetzung vorliegen:
- Geschichte des Zweiten Vatikanischen Konzils (1959-1965). 5 Bände, Mainz 2000–2007.
- Johannes XXIII., Leben und Wirken des Konzilspapstes, Matthias-Grünewald-Verlag, Mainz 2000, ISBN 3-7867-2288-9.
- als Herausgeber: Storia dei concilii ecumenici. Editori Queriniana, Brescia 1990.
- deutsch, als Lizenzausgabe: Geschichte der Konzilien vom Nicaenum bis zum Vaticanum II. Fourier, Wiesbaden 1998, ISBN 3-932412-02-8.
- Dekrete der Ökumenischen Konzilien. 3 Bände, Paderborn 2000–2002.
- Die Fenster öffnen. Das Abenteuer des Zweiten Vatikanischen Konzils. Zürich 2006.